# Aristolochia wardiana
Aristolochia wardiana är en piprankeväxtart som beskrevs av J.S. Ma. Aristolochia wardiana ingår i släktet piprankor, och familjen piprankeväxter. Inga underarter finns listade i Catalogue of Life.